# Zamach stanu w Iranie (1953)
Zamach stanu w Iranie (1953) – zamach stanu, w rezultacie którego odsunięto od władzy irańskiego demokratycznego premiera Mohammada Mosaddegha w 1953 roku. Zamach zaaranżowany został przez Wielką Brytanię (ponad nazwą „Operation Boot”) i Stany Zjednoczone (pod nazwą Projekt TPAJAX).
Mossadegh starał się ograniczyć absolutną władzę szacha, co gwarantowała konstytucja z 1906 roku, dzięki jego polityce Iran stał się krajem demokratycznym. Dokonana została również nacjonalizacja irańskiego przemysłu naftowego, kontrolowanego przez należącą do rządu Wielkiej Brytanii, Anglo-Persian Oil Company (obecnie znana jako BP).
Zamach stanu przeprowadzony został przez jednostki wojskowe generała Fazlollaha Zahediego. W wyniku zamachu szach Mohammad Reza Pahlawi mógł dalej rządzić krajem jako monarcha absolutny. Aż do czasu obalenia szacha w lutym 1979 roku jego rządy opierały się głównie na wsparciu ze strony Stanów Zjednoczonych.
W sierpniu 2013 roku, CIA oficjalnie przyznała się do tego, że była zaangażowana zarówno w planowanie i wykonanie zamachu; przekupywanie irańskich polityków, wojskowych, urzędników oraz szerzenie propuczystowskiej propagandy. CIA określiła zamach jako przeprowadzony „pod kierunkiem CIA” i jako „akt polityki zagranicznej USA, opracowany i zatwierdzony na najwyższych szczeblach władzy”.

## Wprowadzenie
W XIX wieku Iran znalazł się w strefie wpływów dwóch konkurujących ze sobą mocarstw imperialnych – Wielkiej Brytanii i Rosji. Iran był o tyle ważny, że w 1892 roku brytyjski dyplomata George Curzon określił go jako miejsce, gdzie rozgrywa się gra o panowanie nad całym światem. W 1872 roku Paul Reuter spotkał się z perskim monarchą Naserem ad-Dinem Szahem Kadżarem i obiecał mu sfinansować podróże po Europie w zamian za wprowadzenie wyłączności umów górniczych i kolejowych dla Wielkiej Brytanii. Umowa między szachem a Reuterem co prawda nie została wprowadzona w życie z powodu protestów w kraju oraz rządu Rosji, mimo to stała się pretekstem do dalszej infiltracji gospodarczej Persji przez Brytyjczyków. W latach 90. XIX wieku w kraju wybuchły protesty, które doprowadziły szacha do odwołania monopolu tytoniowego, który wcześniej został przyznany brytyjskiej firmie Major G.F Talbo. W 1901 roku Mozaffar ad-Din Szah Kadżar udzielił 60-letniej koncesji na wyszukiwanie ropy naftowej brytyjskiemu przedsiębiorcy Williamowi Knox D’Arcyemu. D’Arcy w 1907 roku przekazał swoje udziały w ręce Burmah Oil Company, która w kolejnych latach została niemalże znacjonalizowana przez brytyjski rząd. Przejęcie przez Wielką Brytanię kontroli nad znaczną częścią perskiej gospodarki umożliwiło Brytyjczykom dalsze interwencje w sprawy wewnętrzne azjatyckiego państwa. Wielka Brytania rozwścieczyła Persów, szczególnie po perskiej rewolucji konstytucjonalnej, na którą Brytyjczycy starali się oddziaływać.
Protesty społeczne, które odbyły się na początku XX wieku zmusiły Mozaffara ad-Dina Szaha Kadżara do liberalizacji ustrojowej w tym wprowadzenia w 1906 roku konstytucji, która ograniczała jego uprawnienia. Pozwoliło to też na uruchomienie parlamentu – Islamskiego Zgromadzenia Konsultatywnego, znanego również jako Madżlis, i na zwiększenie uprawnień premiera. Niemniej jednak szach zachował wiele uprawnień wykonawczych, a nawet je zwiększył. Monarcha mógł za pomocą dekretów królewskich powoływać i odwoływać premierów, wybierać połowę członków senatu (który jednak nie został zwołany aż do 1949 roku), wprowadzić podatki, a nawet rozwiązać parlament. Mimo formalnej demokratyzacji szach dalej sprawował władzę dyktatorską, a sprzeczne aspekty konstytucji powodowały w przyszłości liczne konflikty. Przeciwko rewolucji konstytucjonalnej protestowali Brytyjczycy i Rosjanie, którzy próbowali znieść konstytucję, wykorzystując do tego Mohammada Alego Szaha Kadżara, który siłą wycofał konstytucję i rozwiązał parlament. Przeciwnicy szacha Mohammada Alego założyli ruch partyzancki, na czele którego stanął Sattar Chan. Partyzanci w 1910 roku doprowadzili do obalenia monarchy i przywrócenia wcześniejszych ustaleń konstytucyjnych.
W trakcie trwania I wojny światowej Brytyjczycy, którzy utworzyli przedsiębiorstwo o nazwie Anglo-Persian Oil Company, przyznali Persji 16% zysków ze sprzedaży ropy. W 1921 roku w kraju odbył się zamach stanu (wsparty przez Brytyjczyków), w wyniku którego władzę w Iranie objął Reza Pahlawi, który jako premier zyskał reputację skutecznego polityka i przeciwnika korupcji. W 1925 roku z inicjatywy Rezy parlament przegłosował detronizację Ahmada Szaha Kadżara, co było równoznaczne z odsunięciem od władzy całej dynastii Kadżarów. Nowym władcą został Reza, którego rządy zapoczątkowały dynastię Pahlawi. Reza Szach rozpoczął szybki i skuteczny program modernizacji w Persji, która do tego czasu uznawana była za jeden z najbiedniejszych państw na świecie. Reza pozostawał jednak władcą który nie tolerował sprzeciwu, przez całe lata 30. tłumił opozycję i wykluczał demokratyzację kraju. Przeciwnicy władcy byli więzieni i zabijani. Jednym z ówczesnych opozycjonistów był przyszły premier Mohammad Mossadegh, którego doświadczenia z tego okresu wpłynęły na jego niechęć do rządów autorytarnych i instytucji monarchii.
Reza Szah próbował ograniczyć wpływy kolonialnie, z drugiej strony były mu one jednak potrzebne do modernizacji Iranu. W rezultacie szach przyjął politykę równoważenia wpływów Wielkiej Brytanii i Niemiec. W latach 30. bezskutecznie próbował cofnąć brytyjską koncesję na ropę naftową. Co prawda udało mu się renegocjować warunki, jednak dalej Brytyjczycy zachowali korzystniejsze warunki. 21 marca 1935 roku Reza Szah podjął decyzję o oficjalnej zmianie nazwy kraju z Persji na Iran. Tym samym w miejsce Anglo-Persian Oil Company powstała Anglo-Iranian Oil Company.
W trakcie II wojny światowej monarcha zadeklarował neutralność i oscylował między Wielką Brytanią a III Rzeszą. W 1941 roku po inwazji hitlerowskiej na ZSRR armia brytyjska, Armia Czerwona i oddział Brytyjskiej Wspólnoty Narodów przeprowadziły interwencję w Iranie. Celem interwencji było dalsze zajęcie pól naftowych. Reza Szach został przez Brytyjczyków obalony, a następnie aresztowany i wraz z kilkoma urzędnikami zesłany na wygnanie. Nowym szachem Iranu został 22-letni książę Mohammad Reza Pahlawi. Nowy władca był początkowo łagodnym, choć niekiedy niezdecydowanym liderem, co wyraźnie odróżniało go od ojca. W ciągu lat 40. wycofał on wiele autorytarnych praktyk okresu poprzedników i ustanowił model bliższy demokracji.
Brytyjscy żołnierze po zakończeniu wojny wycofali się z Iranu. Związek Radziecki, wycofując się, poparł powstałe w granicach Iranu separatystyczne republiki, co wywołało kryzys irański roku 1946, który został zażegnany po poparciu irańskiej armii przez Stany Zjednoczone. W efekcie tego wsparcia Iran nigdy nie respektował wcześniejszych umów naftowych ze Związkiem Radzieckim. Sytuacja Iranu po II wojnie światowej uległa zmianom, szczególnie gdy brytyjskie imperium kolonialne zaczęło ponosić pierwsze porażki, a amerykańska spółka Saudi Aramco działająca w Arabii Saudyjskiej zgodziła się na podział dochodów 50 na 50. Sytuacja geopolityczna coraz mocniej skłaniała Irańczyków do podejmowania postulatów nacjonalizacji przemysłu naftowego i zerwania zależności od Wielkiej Brytanii.

## Kryzys naftowy

### Dojście do władzy Frontu Narodowego
Gdy w 1949 roku doszło do nieudanego zamachu na szacha. Ten, wstrząśniętym tym wydarzeniem i ośmielony sympatią społeczeństwa, zaczął pełnić coraz bardziej aktywną rolę w polityce. Szybko powołał Irańskie Zgromadzenie Ustawodawcze, mające zmienić konstytucję na jego korzyść. Zwołał również senat, który nigdy dotąd nie został powołany. Do senatu powołał połowę sprzyjających mu senatorów. Mossadegh uważał, że ten wzrost siły politycznej szacha nie jest demokratyczny, a według niego szach powinien „panować, ale nie rządzić”, tak jak ma to miejsce w monarchiach konstytucyjnych w Europie. Zwolennicy Mossadegha i inni przeciwnicy szacha połączyli się, tworząc koalicję znaną jako Front Narodowy. Głównym celem koalicji była nacjonalizacja ropy naftowej.
W wyborach w 1951 roku Front Narodowy zdobył większość w parlamencie. Premierem mianowany został Mossadegh, który dla celów taktycznych zawarł sojusz ze zwolennikami sajatollaha Abolghasema Kaszaniego, który w ramach koalicji został marszałkiem parlamentu. Stosunki między szachem i premierem były złe. Szach nieprzychylnie patrzył na nacjonalizację ropy przeprowadzoną przez rząd Frontu przy powszechnym poparciu społecznym.

### Nacjonalizacja ropy

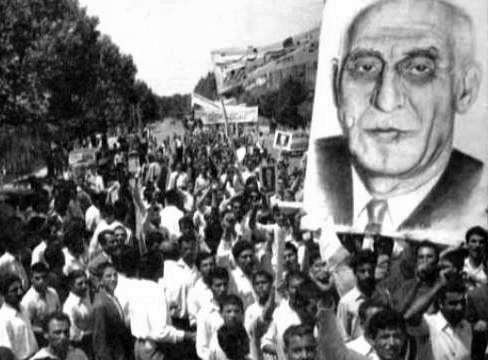
Wiec zwolenników premiera

Pod koniec 1951 roku Parlament Iranu jednomyślnie zatwierdził ustawę nacjonalizacji ropy. Kierunek ten był bardzo popularny wśród większości Irańczyków i wywołał pośród społeczności ogromną falę nacjonalizmu oraz przyczynił się do długotrwałego konfliktu z Wielką Brytanią. Nacjonalizacja spowodowała olbrzymi wzrost poparcia dla premiera, który stał się bohaterem narodowym. Iran znalazł się w centrum światowej polityki, a wielu Irańczyków czuło, że po raz pierwszy od stuleci objęli oni kontrolę nad sprawami kraju. Wielu oczekiwało, że nacjonalizacja spowoduje ogromny wzrost bogactwa mieszkańców.
Wielka Brytania, nie będąc w stanie samodzielnie usunąć rządu Mosaddegha, zwróciła się o pomoc do USA, które jednak wówczas uznały, że rząd Iranu nie godzi w amerykańskie interesy w regionie, a administracja była zbytnio zajęta wojną koreańską. Mohammad Mosaddegh próbował negocjować z brytyjskim koncernem, jednak ten odrzucił jego oferty. Plan Mosaddegha oparty był na kompromisie między rządem Wenezueli Rómulo Gallegosa a amerykańską Creole Petroleum z 1948 roku i zakładał podział zysków z ropy 50 na 50 między Iran a Wielką Brytanię. Brytyjczycy wbrew amerykańskim zaleceniom odrzucili tę propozycję i zaczęli organizować próbę obalenia rządu Mossadegha. Wielka Brytania wycofała swoich specjalistów z rafinerii w Abadanie, wydała embargo na handel z Iranem i rozpoczęła blokadę portów irańskich. W 1951 roku Wielka Brytania skierowała kwestię nacjonalizacji kompanii naftowej do ONZ oraz wzmocniła swoje siły morskie w pobliżu Iranu. Premier Mosaddegh wybrał się osobiście do Nowego Jorku, gdzie na forum ONZ przedstawił stanowisko Iranu. Jego ostre wystąpienie (Mossadegh określił Wielką Brytanię mianem kraju okrutnego i imperialistycznego okradającego uboższe państwa) okazało się wielkim sukcesem dyplomatycznym, jednak w najmniejszym stopniu nie doprowadziło do zakończenia konfliktu.
Sytuację Mossadegha, oprócz działań wywiadu amerykańskiego, któremu udało się sprowokować rozłam w rządzącej partii, na skutek którego od Mosaddegha odwróciło się kilku czołowych współpracowników, pogorszyła wolta islamistów, którzy zerwali koalicję ze względu na brak dążeń Mossadegha do budowy państwa islamskiego i jego politykę zmierzającą do rozdziału religii i państwa. Islamiści w późniejszym czasie opowiedzieli się za obaleniem Mosaddegha i poparli pucz. Brytyjczycy, wiedząc, że pomimo kryzysu Mossadegh uważany jest powszechnie za bohatera narodowego, rozpoczęli proces przekupywania parlamentarzystów i kandydatów startujących w wyborach planowanych na wiosnę 1952 roku. Akcja propagandowa nie udała się, a Front Narodowy odniósł zwycięstwo głównie dzięki szerokiemu poparciu na obszarach miejskich.
Rząd amerykański zrewidował swoje stanowisko, gdy urząd prezydenta Stanów Zjednoczonych objął popierany przez Partię Republikańską Dwight Eisenhower. Brytyjczykom za pomocą propagandy i fałszywych informacji wywiadowczych udało się przekonać Eisenhowera i jego doradców o konieczności reakcji w Iranie w obawie przed objęciem rządów przez komunistów i dostaniem się Iranu w strefę wpływów Związku Radzieckiego. Rząd oskarżony został o współpracę z lewicową i proradziecką partią Tude, która choć popierała rząd, do rządu nigdy nie weszła.

### Czasowe odsunięcie od władzy Mossadegha
W lipcu 1952 roku, gdy napięcie między rządem Mosaddegha a Wielką Brytanią osiągnęło moment szczytowy, a Iran zerwał stosunki dyplomatyczne z Brytyjczykami, Mossadegh zażądał od szacha przekazania zwierzchnictwa nad siłami zbrojnymi (interpretowego wówczas jako prawo do nominacji ministra obrony) na ręce rządu wybieranego przez parlament. Szach odmówił, zaś Mosaddegh złożył rezygnację. 16 lipca 1952 Majlis wybrał na stanowisko premiera Ahmada Ghawama, probrytyjskiego byłego dziennikarza. Ghawam rozpoczął rządy od wznowienia negocjacji z Wielką Brytanią i zapowiedział rozliczenie Mosaddegha z decyzji o nacjonalizacji. Gwaham utrzymał się na stanowisku jednak tylko przez cztery dni; wystąpił przeciwko niemu nie tylko szach, ale i nacjonaliści, islamiści ajatollaha Kaszaniego oraz socjaliści z Tude, którzy 21 lipca 1952 wzniecili przeciwko rządowi powstanie. W powstaniu zginęło lub odniosło poważne obrażenie 250 demonstrantów. W obliczu kryzysu wojsko odmówiło dalszego tłumienia manifestacji. Do władzy powrócił Mosaddegh. Doprowadził on do wszczęcia przeciwko Ghawamowi procesu, w którym oskarżono go o doprowadzenie do śmierci sześćdziesięciu trzech „męczenników” – ofiar powstania 21 lipca. Były premier nigdy nie stawił się przed specjalnym trybunałem, powołując się na zły stan zdrowia. Po ponownym dojściu do władzy Mosaddegh w szybkim tempie przeprowadził wiele reform politycznych i społecznych m.in. wprowadził wolność słowa i zgromadzeń, umożliwił legalne działanie organizacjom lewicowym, w tym Tude, zapoczątkował działania zmierzające do zmiany struktury własności ziemi na wsi (reforma rolna). Premier rozpoczął proces demokratyzacji kraju i ograniczył władzę szaha.

## Przeprowadzenie puczu

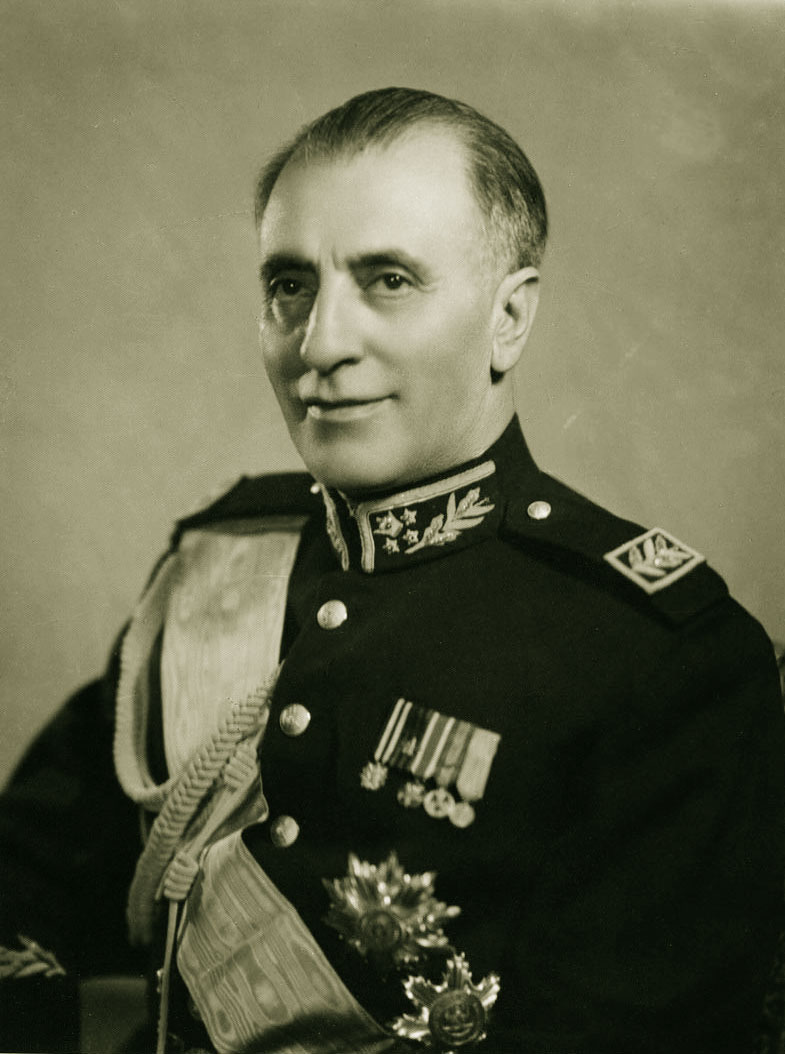
Fazlollah Zahedi, premier wyznaczony przez zachodnie służby specjalne

W marcu 1953 roku amerykański sekretarz stanu John Foster Dulles nakazał CIA (kierowanemu przez jego brata Allena Dullesa) sporządzenie planów obalenia Mossadegha. W kwietniu CIA przeznaczyła na obalenie rządu Iranu milion dolarów. Akcja, znana jako operacja Ajax, skoncentrowała się wokół irańskiego monarchy, którego starano się przekonać do obalenia Mossadegha, początkowo głównie na drodze prób przekupienia władcy i jego najbliższej rodziny. Wywiad rozpoczął też akcję propagandową wymierzoną w rząd. Według niego nacjonaliści i socjaliści związani z rządem mieli rzekomo planować akcję wymierzoną w najwyższych przywódców religijnych. W rezultacie rząd utracił poparcie religijnej części społeczeństwa. CIA do współpracy pozyskała część duchownych, środowisko działaczy pronazistowskich z okresu II wojny światowej oraz lojalistów monarchii.
Oficjalnym pretekstem do rozpoczęcia przewrotu był dekret Mossadegha o rozwiązaniu parlamentu w obliczu kryzysu parlamentarnego oraz dalsze ograniczenie funkcji szacha. W sierpniu 1953 roku szach w końcu zgodził się na obalenie Mossadegha po groźbie Kermita Roosevelta odsunięcia również i jego od urzędu. Monarcha zdymisjonował premiera drogą pisemnego dekretu. Wkrótce po ogłoszeniu treści dekretu na ulicach miast wybuchły masowe zamieszki, z których część była finansowana przez amerykański rząd. W walkach ulicznych starli się ze sobą zwolennicy i przeciwnicy monarchy. Do roli przyszłego premiera wybrany został przez CIA i MI6, generał Fazlollah Zahedi. Zahedi, będący dawnym ministrem Mosaddegha, został odsunięty od urzędu, gdy nakazał krwawo stłumić antyamerykańską demonstrację. W lutym 1953 roku został on nawet czasowo aresztowany po tym, gdy został podejrzany o planowanie z obcymi mocarstwami zamachu stanu. O wyborze Zahediego przesądziła jego reputacja zdecydowanego i bezwzględnego dowódcy, jak również fakt, że był on przewodniczącym stowarzyszenia emerytowanych oficerów i miał duży posłuch wśród zdymisjonowanych przez Mosaddegha wojskowych. 18 sierpnia 1953 puczyści przez radio ogłosili Zahediego nowym premierem.
Pierwsza próba puczu nie udała się z powodu braku większego odzewu armii, a premier wezwał swoich zwolenników do rozejścia się do domu. Zahedi wykorzystał sytuację i nawiązał kontakt z częścią radykalnych islamistów. Plan puczu zakładał odegranie przez agentów podszywających się pod działaczy partii Tude próby komunistycznego przewrotu. Agenci wyszli na ulice i dokonywali aktów chuligaństwa w dzielnicach biznesowych. Zahedi jeszcze 19 sierpnia skierował wojsko mające stłumić wystąpienie rzekomych komunistów oraz obalić sympatyzujący z nimi rząd. W obronie rządu wystąpili cywilni zwolennicy Frontu Narodowego i bojówki partii Tude. W starciach ulicznych zginęło od 300 do 800 osób.

## Następstwa

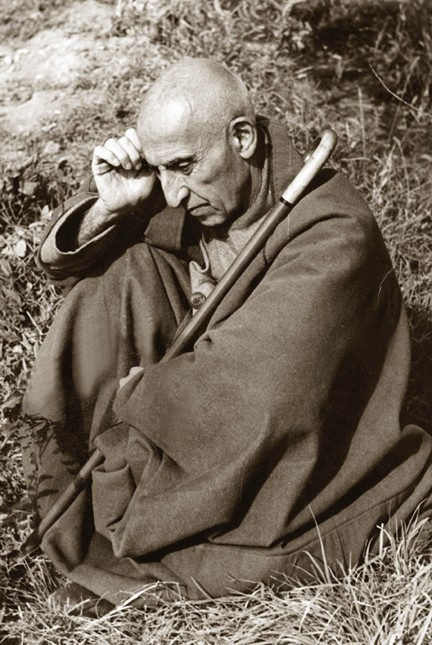
Mosaddegh w trakcie przebywania w areszcie domowym (1965)

Po interwencji wojska wielu bliskich współpracowników obalonego premiera (w tym ministrów), jego zwolenników i członków Frontu Narodowego zostało poddanych torturom, straconych lub trafiło do więzień. Sam Mossadegh po procesie pokazowym został skazany na trzy lata więzienia i areszt domowy. Nowy rząd cofnął reformy poprzednika i przywrócił brytyjskie interesy gospodarcze w kraju. Obalony premier został osadzony w areszcie domowym w Ahmadabad-e Mosaddegh niedaleko Kazwinu, gdzie zmarł w 1967 roku. Brutalne represje spotkały również partię Tude. Służby bezpieczeństwa szacha aresztowały około czterech tysięcy członków partii, z których kilkudziesięciu zostało skazanych na kary śmierci lub zmarło w wyniku tortur. Kilkuset członków zostało natomiast skazanych na dożywotnie więzienie. Nowy reżim aresztował też około czterystu sympatyków Tude w siłach zbrojnych (22 pułkowników, 69 majorów, 100 kapitanów, 193 poruczników, 19 podoficerów i 63 kadetów), z których kilkunastu zginęło po torturach.
Po dwudziestu miesiącach kierowania rządem Zahedi został przez szacha oskarżony o zdefraudowanie znacznych funduszy. W ten sposób szach pozbył się polityka, którego uważał za zbyt samodzielnego. Szach przeprowadził delegalizację wszystkich partii o profilu republikańskim
W celu umocnienia swojej władzy monarcha utworzył służby SAWAK, na czele których jako pierwszy stanął Hasan Pakrawan. W tworzeniu służby uczestniczyli doradcy brytyjscy i amerykańscy, a jej podstawowym celem było zwalczanie opozycji.
Pozytywnym skutkiem puczu była poprawa sytuacji irańskiej gospodarki, co umożliwiło odwołanie brytyjskiego embargo.
Według Stephena Kinzera pucz w Iranie był pierwszym puczem amerykańskim, który obalił demokratyczny i legalnie wybrany rząd. Sukces puczu przyczynił się do decyzji o organizacji przez CIA zamachu stanu w Gwatemali, który przeprowadzono rok później. CIA wówczas obaliła demokratycznie wybrany lewicujący rząd Jacobo Arbenza Guzmána, którego reformy (rewolucja gwatemalska) zagroziły amerykańskiej United Fruit Company. Pucz przyczynił się do poprawy sytuacji geopolitycznej USA. Iran obok należącej do NATO Turcji stał się drugim proamerykańskim rządem państwa graniczącego z ZSRR w tym regionie świata.

## Pucz a rewolucja islamska
Osoby związane z Mossadeghem zdominowały pierwszy rząd Iranu po rewolucji z 1979 roku. Pierwszym premierem porewolucyjnego Iranu został bliski współpracownik Mossadegha Mehdi Bazargan. W późniejszym czasie, na skutek rozłamu pomiędzy siłami konserwatywno-islamskimi a liberałami i sekularystami, spuścizna Mossadegha została w dużej mierze zignorowana przez siły islamskie kształtujące Irańską Republikę Islamską. Współcześnie Mossadegh pozostaje najbardziej popularną postacią historyczną wśród opozycji irańskiej. Mossadegh stał się jednym z symboli zamieszek w Iranie z 2009 roku. Według Kinzera, Mossadegh jest dla większości Irańczyków najbardziej żywym symbolem walki Iranu o demokrację, a we współczesnych protestach opozycji jej przedstawiciele często noszą obrazy przedstawiające byłego premiera.
Rząd Republiki Islamskiej przedstawia znaczenie Mossadegha w sposób zupełnie inny, niż robią to współczesne książki historyczne publikowane na Zachodzie. Władze ignorują jego dokonania. Podręczniki szkolne poświęcają premierowi niewiele uwagi, a władze kreują ajatollaha Kaszaniego na prawdziwego lidera działań na rzecz nacjonalizacji ropy.